# Bangalaia angolensis
Bangalaia angolensis là một loài bọ cánh cứng trong họ Cerambycidae.